# Abri Audi
L'abri Audi, ou abri des Carrières, est un abri sous roche préhistorique situé aux Eyzies-de-Tayac, en Dordogne.

## Situation
L'abri Audi est situé au 7-199 rue du Moulin, Les Eyzies.

## Historique
Il a été fouillé au début du XXe siècle par Denis Peyrony, qui y trouva une industrie de transition entre Paléolithique moyen et Paléolithique supérieur.

## Vestiges
Il a livré des artéfacts du Châtelperronien.

## Protection
L'abri Audi a été inscrit au titre des monuments historiques le 18 décembre 1946.